# Haldimand (Gaspé)
Haldimand est un secteur compris dans le territoire de la ville de Gaspé, en Gaspésie–Îles-de-la-Madeleine, au Québec. D'abord constitué en municipalité, le territoire de Haldimand est annexé à Gaspé le 1er janvier 1971.
Le secteur comprend les hameaux de Haldimand East, Haldimand West et Sandy Beach.

## Histoire
La municipalité de Sandy Beach, partie ouest du canton Douglas est érigée le 23 mai 1879 par détachement de la municipalité de canton de Douglas,.  Lors de la Seconde Guerre mondiale, un fort y est érigé afin de protéger la baie de Gaspé d'une invasion,. 
Le toponyme est changé pour Haldimand le 5 décembre 1963,. Le nom honore la mémoire de Frederick Haldimand, général de l'armée britannique et gouverneur de la Province de Québec ayant conduit à l'implantation de loyalistes en Gaspésie. 
En 1971, la municipalité est annexée à Gaspé par la Charte de la ville de Gaspé, loi issue du processus de réorganisation municipale québécois de 1970.